# Atheneo de grandesa
L'Atheneo de grandesa és un llibre d'emblemes per Josep Romaguera publicat a Barcelona l'any 1681.

## Estructura

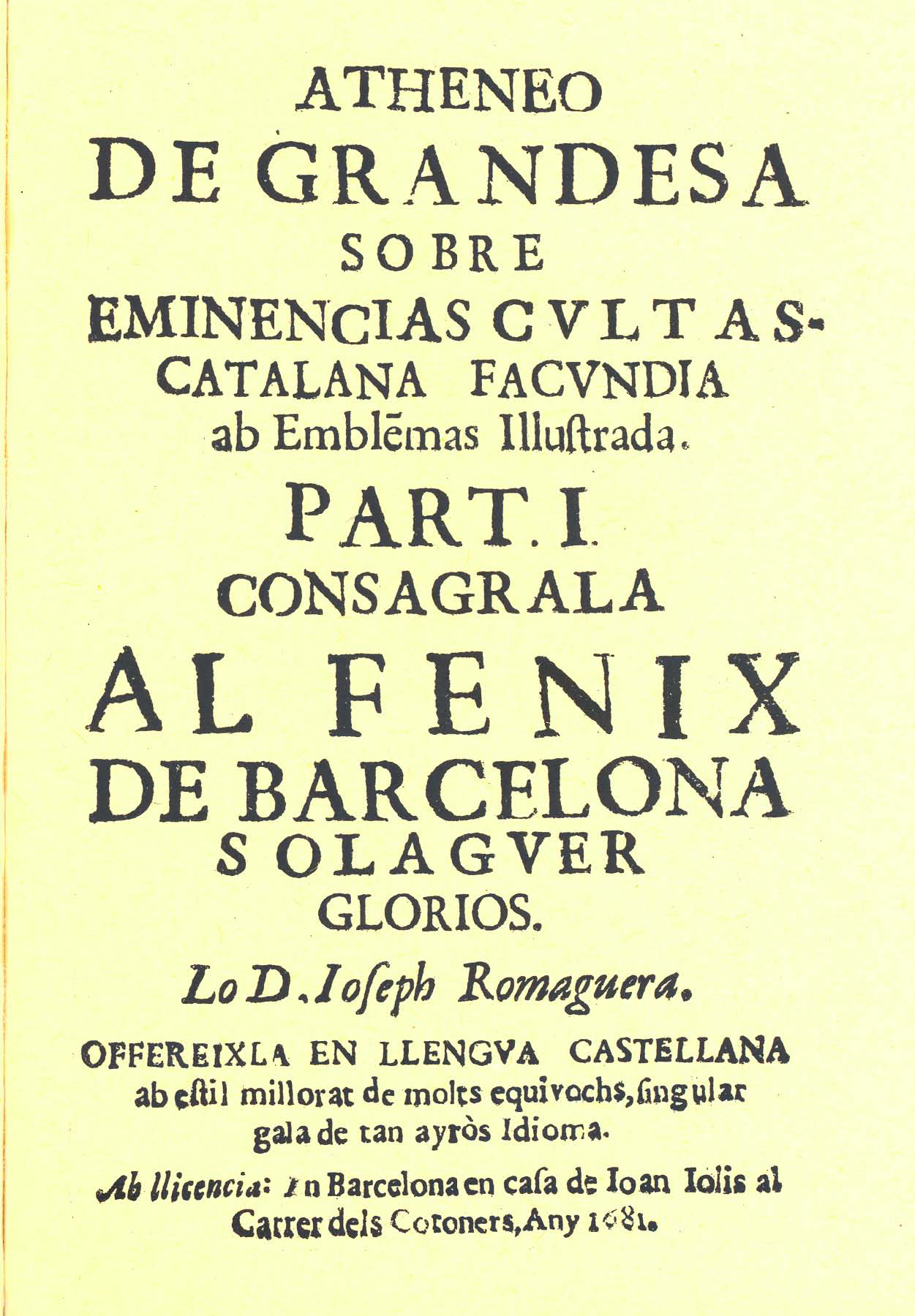
Portada de lAtheneo de grandesa

El llibre es va imprimir sota la censura del Sant Ofici, de manera que els preliminars inclouen l'aprovació eclesiàstica (o imprimatur). El text és dedicat a l'arquebisbe i sant de Barcelona, Sant Oleguer.
El pròleg del text és potser el fragment més conegut de l'Atheneo, perquè defensa el català com a llengua literària en una època en què el castellà s'utilitzava més com a vehicle de literatura a Espanya. Així el text recolza la seva situació com escrit en una llengua minoritària. La vindicació que fa Romaguera del català literari es va citar molt durant el segle xviii, abans de la Renaixença catalana, tot i que la prosa o la poesia de l'Atheneo no van córrer sort igual.

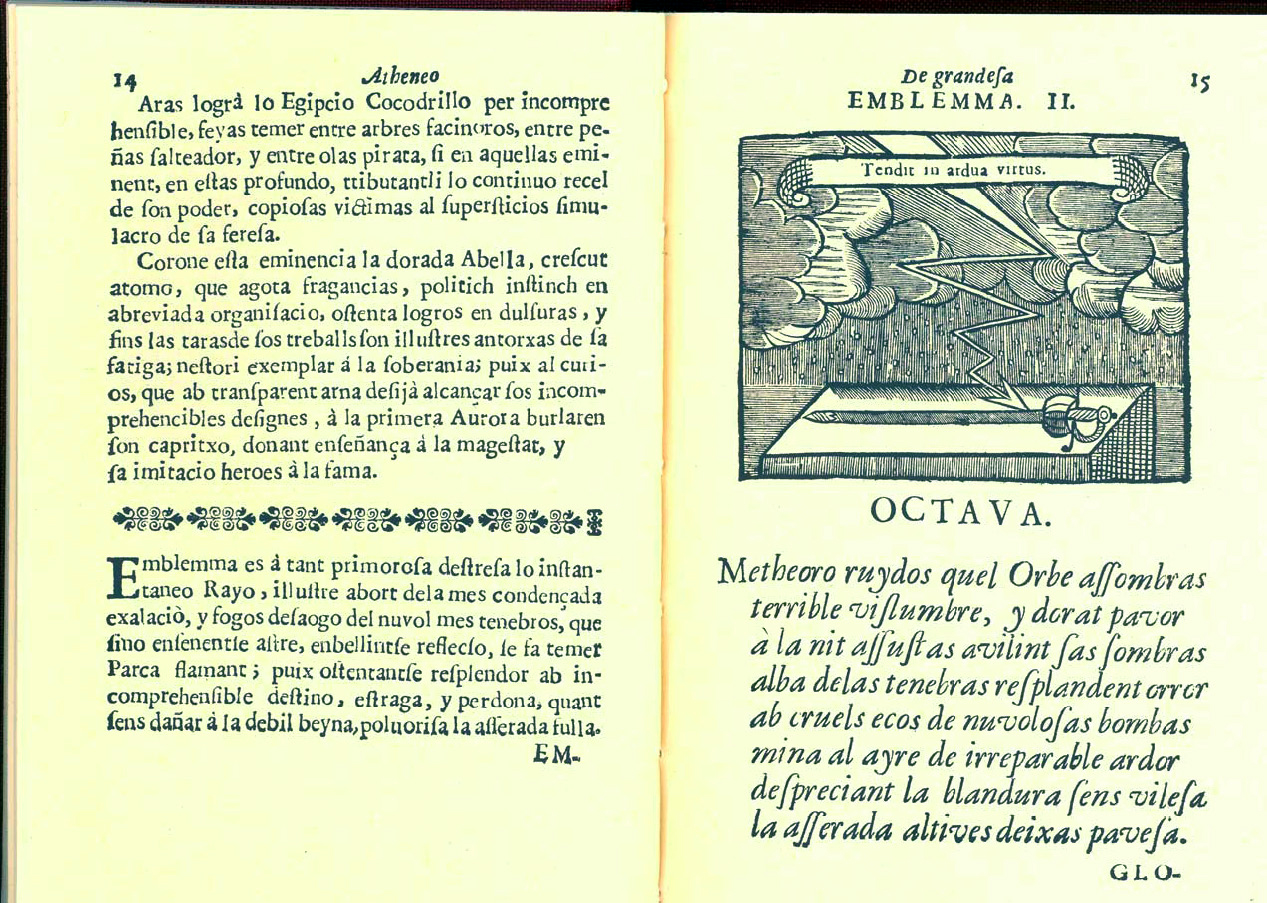
Un emblema de lAtheneo de grandesa amb glosa

La major part de l'Atheneo té la forma d'un tractat en prosa, semblant a l'estil de Baltasar Gracián en castellà. Fins i tot hi ha teories que afirmen que l'Atheneo és un plagi de la primera obra de Gracián, El héroe (1627). El text es divideix, com en les obres de Gracián, en capítols anomenats "eminències." Cada eminència conté diverses pàgines de prosa sobre un tema típic (ocultar els defectes, aconseguir la gràcia universal, etc.) seguides per un gravat (de fet una xilografia) i una glosa poètica. En general, els capítols tracten de com hom pot millorar-se com a individu. La poesia de Romaguera ha aparegut en distintes antologies de poesia catalana i és un dels pocs poetes barrocs que van escriure en català, com Vicenç Garcia i Francesc Fontanella.